# Adrenalinumkehr
Als Adrenalinumkehr werden in der Pharmakologie beziehungsweise in der Physiologie zwei unterschiedliche Effekte bezeichnet. 
Der eine ist der unter der Therapie mit Alpha-Blockern wie beispielsweise Prazosin, Doxazosin, Phentolamin oder Mutterkornalkaloiden beobachtete paradoxe Effekt einer Senkung des Blutdrucks nach Adrenalingabe. Dieser Effekt wird auf die Blockade von blutgefäßkontrahierenden und somit blutdrucksteigernden α1-Adrenozeptoren durch Alpha-Blocker zurückgeführt, sodass Adrenalin selektiv seine Effekte über blutgefäßerweiternde und somit blutdrucksenkende β-Adrenozeptoren vermittelt.
Der andere Effekt, der manchmal als Adrenalinumkehr bezeichnet wird, bezieht sich auf die isoliert betrachtete Wirkung von Adrenalin auf bestimmte Widerstandsgefäße des Blutkreislaufs, die Arteriolen. Manche Widerstandsgefäße haben eine hohe Dichte von  β2-Adrenozeptoren, zum Beispiel solche der Skelettmuskulatur. Bei diesen Gefäßen wirken niedrige Konzentrationen von Adrenalin über die β2-Adrenozeptoren gefäßerweiternd. Bei hohen Konzentrationen überwiegt aber die Wirkung auf die ebenfalls vorhandenen α-Adrenozeptoren, so dass es dann zu einer Konstriktion kommt.